# Turdaș (okręg Hunedoara)
Turdaș – wieś w Rumunii, w okręgu Hunedoara, w gminie Turdaș. W 2011 roku liczyła 473 mieszkańców.